# John David Vanderhoof
John David Vanderhoof (* 27. Mai 1922 in Rocky Ford, Otero County, Colorado; † 19. September 2013 in Glenwood Springs, Colorado) war ein US-amerikanischer Politiker (Republikanische Partei). Er war von 1973 bis 1975 der 36. Gouverneur des Bundesstaates Colorado.

## Frühe Jahre und Aufstieg
Vanderhoof besuchte bis 1942 das Glendale College in Kalifornien. Danach nahm er als Marineflieger am Zweiten Weltkrieg teil. Für seine militärischen Leistungen wurde er mit dem Distinguished Flying Cross und dem Purple Heart ausgezeichnet. Vanderhoof wurde Mitglied der Republikanischen Partei. Zwischen 1950 und 1970 saß er als Abgeordneter im Repräsentantenhaus von Colorado. In den 1960er Jahren war er mehrfach Präsident dieses Gremiums. Außerdem war er zeitweise im Forst- und Fischereiausschuss sowie Fraktionsleiter der republikanischen Abgeordneten. Privat war er im Bankgeschäft tätig.

## Gouverneur von Colorado
Im Jahr 1970 wurde Vanderhoof zum Vizegouverneur seines Staates gewählt. Als Gouverneur John Arthur Love am 16. Juli 1973 von seinem Amt zurücktrat, um einen Posten in der Bundesregierung zu übernehmen, musste Vanderhoof die angebrochene Amtszeit bis zum 14. Januar 1975 beenden. Seine Amtszeit verlief ohne besondere Vorkommnisse.
Nach dem Ende seiner Gouverneurszeit hatte sich Vanderhoof in sein Privatleben zurückgezogen. Er war mit Mary F. Junkin verheiratet, mit der er vier Kinder hatte.